# Alter Jüdischer Friedhof (Braunschweig)

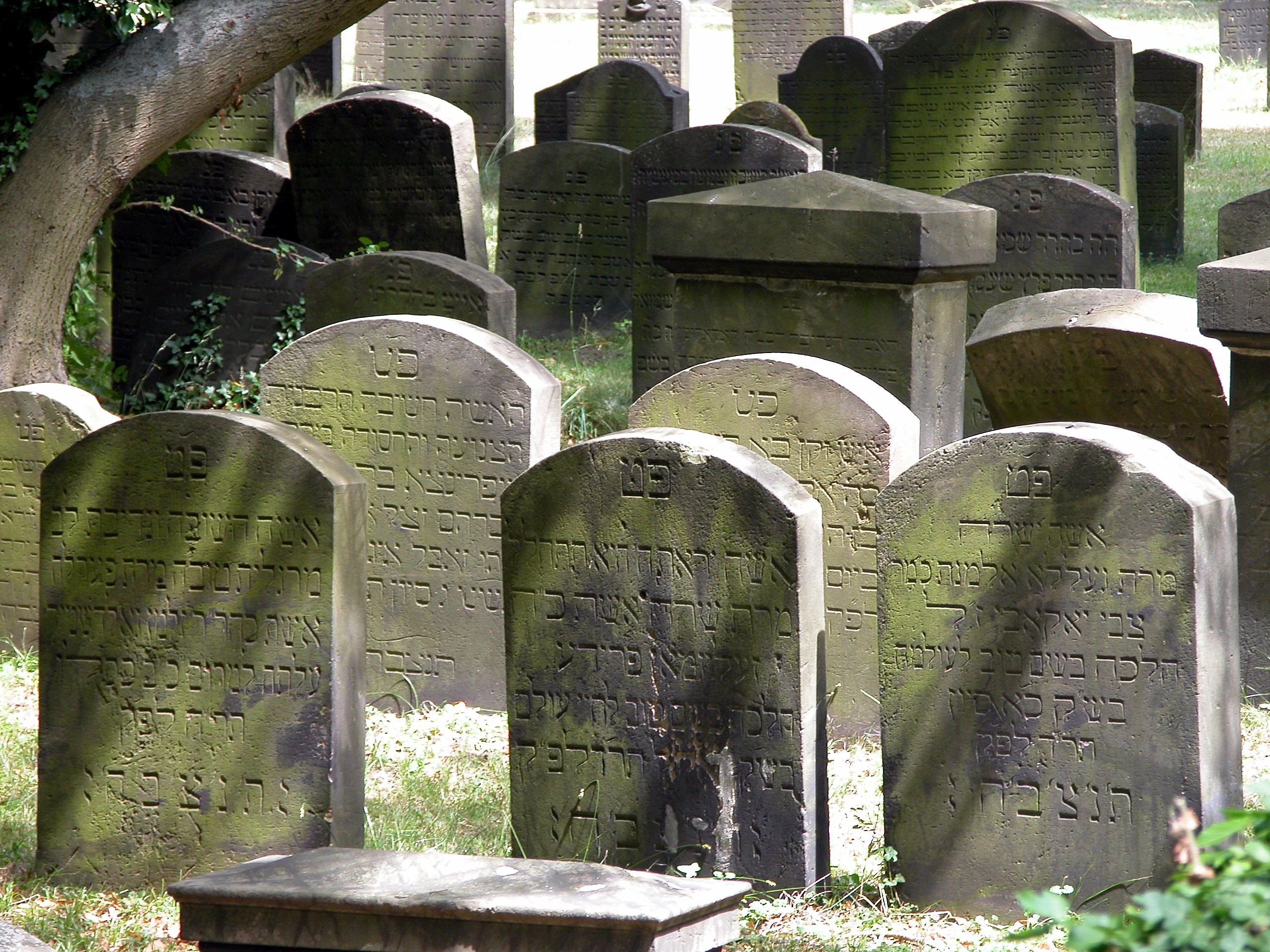
Blick auf die Grabsteine

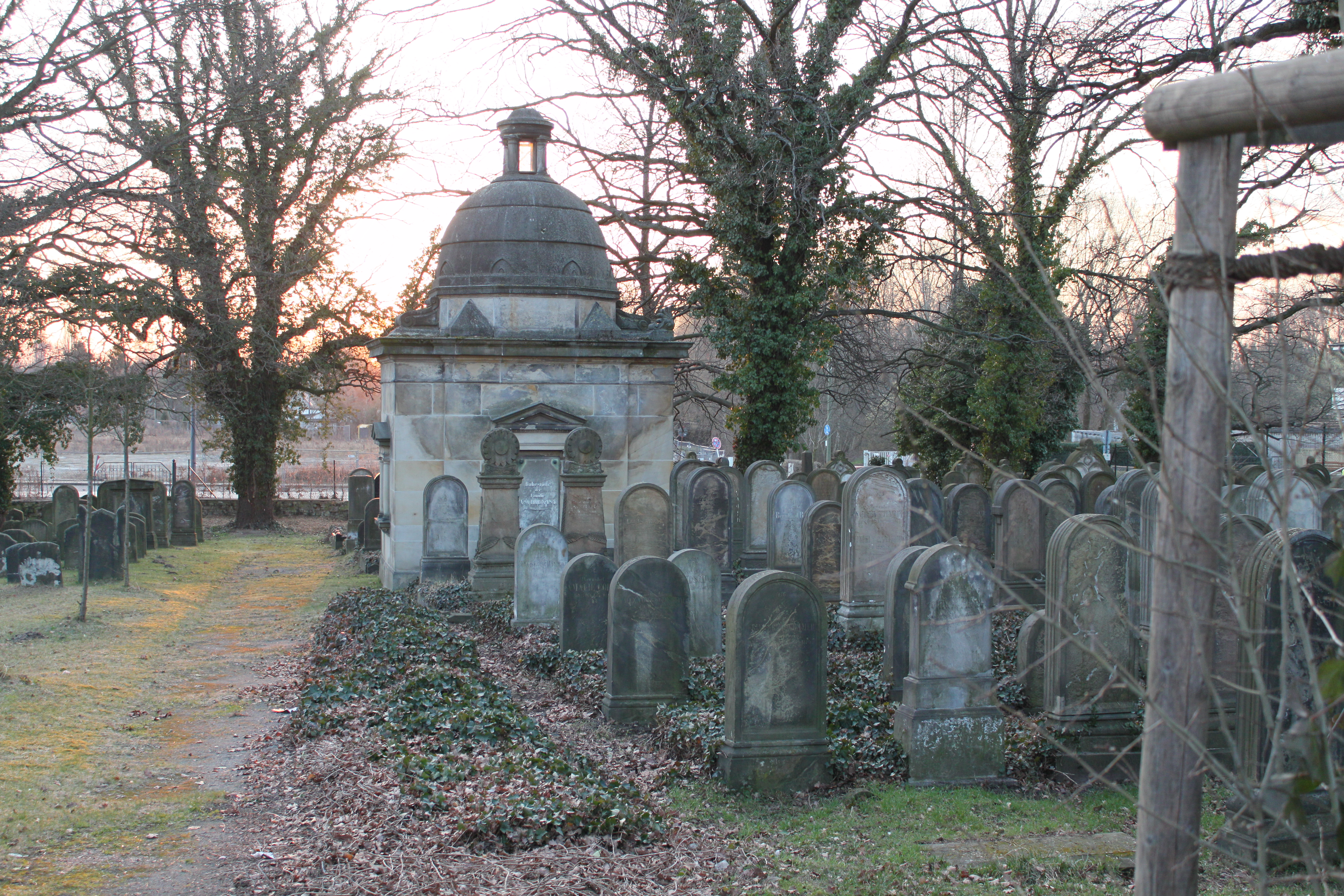
Blick auf das Mausoleum der Familie Askenasy

Der Alte Jüdische Friedhof in Braunschweig ist ein historischer Friedhof an der Hamburger Straße nördlich des Schützenplatzes. Der Friedhof wurde um 1800 angelegt und Anfang des 20. Jahrhunderts durch den Jüdischen Friedhof an der Helmstedter Straße als Begräbnisstätte weitgehend abgelöst. Die denkmalgeschützte Anlage ist von zwei Seiten (Nord- und Ostseite) von einer 1,5 Meter hohen Mauer aus Kalkhaustein umgeben. Die beiden anderen Seiten sind durch einen Zaun begrenzt. Auf dem Friedhof befinden sich etwa 900 Grabstellen. Er gehört zur Jüdischen Gemeinde Braunschweig, die ihr Gemeindehaus und ihre Synagoge in der Steinstraße hat.
Das Gelände verfügt über einen lockeren älteren Baumbestand. Vom Eingangstor an der Hamburger Straße verläuft ein Mittelweg über den Friedhof zu einem Tor auf der Rückseite. Das auffälligste Grabmal ist die denkmalgeschützte Grabstätte der Familie Askenasy (Aschkenasy) in Form eines Mausoleums im Zentrum der Anlage.

## Geschichte
Die Braunschweiger Juden mussten lange Zeit ihre Verstorbenen auf dem jüdischen Friedhof bei Wolfenbüttel bestatten. 1797 erwarb die jüdische Gemeinde Braunschweigs das Grundstück an der Hamburger Straße, um einen Begräbnisplatz anzulegen. 1851 erfolgte der Zukauf einer Erweiterungsfläche, auf der ab 1869 bestattet wurde. Die Gesamtfläche betrug daraufhin 4933 m². 1917 wurde der Friedhof weitgehend geschlossen; die letzte Beerdigung fand 1939 statt.

## Bekannte Bestattete und Grabmale
- Adolf Aronheim (1818–1880), Jurist und Politiker
- Samuel Levi Egers (1769–1842), Rabbiner
- Ludwig Helfft (1793–1867), Kaufmann und Politiker
- Levi Herzfeld (1810–1884), Landesrabbiner des Herzogtums Braunschweig
- Salomon Mendelssohn (1813–1892), Pädagoge